# Chrétien (cràter)
Chrétien és un cràter d'impacte que es troba en l'hemisferi sud de la cara oculta de la Lluna, al sud de la Mare Ingenii, una de les poques maria en el costat ocult de la Lluna. El cràter es troba en el punt mitjà entre els cràters Garavito a l'oest-sud-oest i Oresme a l'est-nord-est, tots dos una mica més petits que Chrétien.

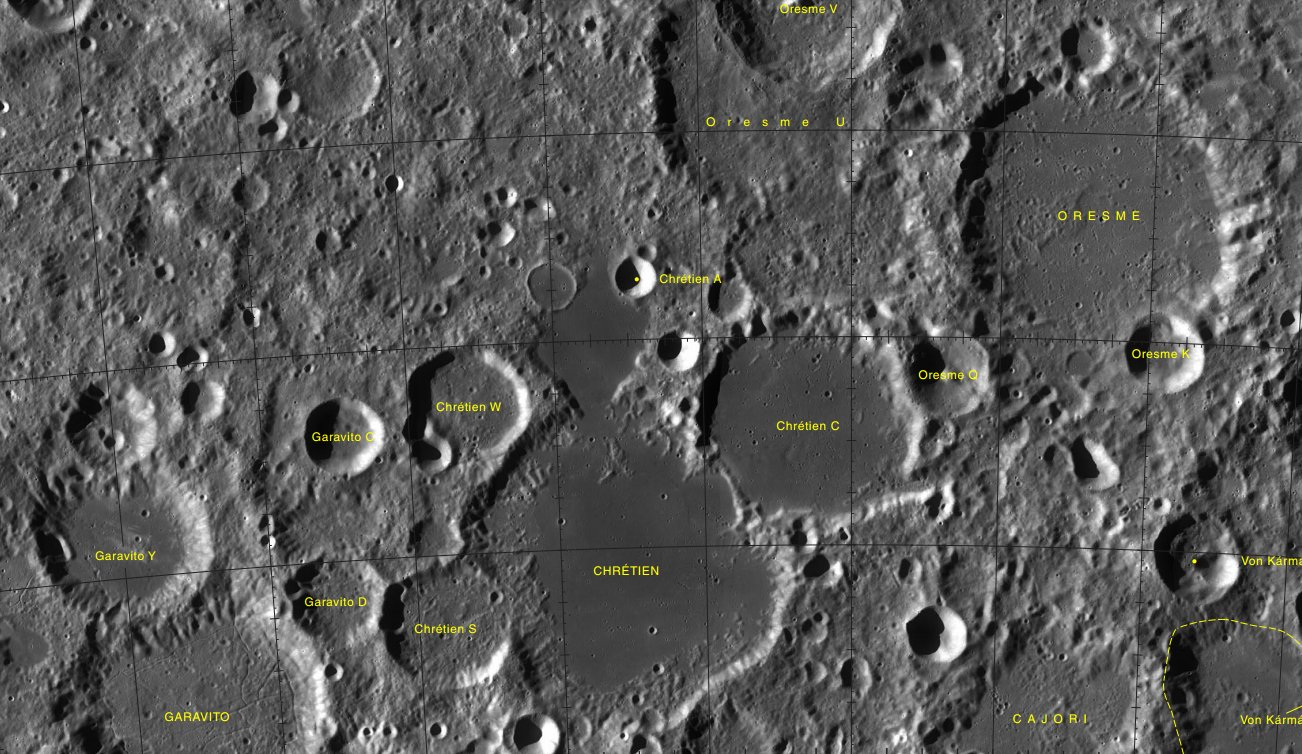
Localització del cràter Chrétien (baix al centre). Imatge del LRO.

La característica més notable d'aquest cràter és el baix albedo del sòl interior, que té la mateixa tonalitat més fosca de la Mare Ingenii situat al nord. El cràter satèl·lit irregular Chrétien C, que comparteix la vora nord-est, recta i estreta de Chrétien, també coberta amb una capa de fosca lava basàltica. La vora exterior de Chrétien presenta una forma irregular, amb diversos altres cràters satèl·lit intrusos en els costats. Els més notables d'aquests són Chrétien S a través de la vora sud-oest, i Chrétien W unit a la vora del costat nord-oest.
La vora nord de Chrétien té un sòcol unit a un pla petit i irregular. Aquesta zona ha estat remodelada pels mateixos fluxos de lava que van cobrir l'interior de Chrétien. En l'extrem sud, la paret interna forma una superfície àmplia i irregular, mentre que la vora danyada surt cap a l'exterior.

## Cràters satèl·lit
Per convenció aquests elements són identificats en els mapes lunars posant la lletra en el costat del punt central del cràter que està més prop de Chrétien.
|          | \| Chrétien \| Coordenades \| Diàmetre \| \| -------- \| -------------------------------------- \| -------- \| \| A \| 43° 54′ S, 163° 36′ E / 43.9°S,163.6°E \| 13 km \| \| C \| 44° 30′ S, 165° 18′ E / 44.5°S,165.3°E \| 63 km \| \| S \| 46° 30′ S, 160° 30′ E / 46.5°S,160.5°E \| 40 km \| \| W \| 44° 18′ S, 160° 48′ E / 44.3°S,160.8°E \| 34 km \| |          |
| Chrétien | Coordenades | Diàmetre |
| A        | 43° 54′ S, 163° 36′ E / 43.9°S,163.6°E | 13 km    |
| C        | 44° 30′ S, 165° 18′ E / 44.5°S,165.3°E | 63 km    |
| S        | 46° 30′ S, 160° 30′ E / 46.5°S,160.5°E | 40 km    |
| W        | 44° 18′ S, 160° 48′ E / 44.3°S,160.8°E | 34 km    |